# Lockheed Vega
«Вега» (англ. Lockheed Vega) — лёгкий транспортный самолёт компании Lockheed Corporation. Имел множество модификаций, первые модификации использовались в основном для служебных перевозок, более поздние (Vega 5 и далее) — для пассажирских.

## История создания
В середине 1920-х годов в США возник повышенный спрос на авиаперевозки, что стимулировало развитие в стране самолетостроение. В 1926 году братья Алан и Малькольм Лоугхеды зарегистрировали авиастроительную фирму "Lockheed Aircraft Co". На должность главного конструктора был приглашен Джон Нортроп, ранее работавший в компании Дуглас.
Нортроп, работая еще в фирме "Дуглас", в свободное время занимался собственным проектом. Это был гражданский четырехместный авиалайнер с одним двигателем. После перехода в фирму "Lockheed" он приступил к реализации своего проекта.
При проектировании самолета, получившего название "Вега", тщательно прорабатывалась аэродинамика - он имел округлые формы, гладкую обшивку, у него отсутствовали увеличившие лобовое сопротивление распорки, тросы и другие подобные элементы.
Работы над "Вегой" начались в январе 1927 года. Первый самолет был построен за шесть месяцев в арендованном голливудском гараже. Первый прототип "Lockheed Vega 1" поднялся в воздух в июле 1927 года с аэродрома в Лос-Анджелесе. Во время испытаний он показал скорость 216 км/ч, намного больше, чем у других самолетов с таким же двигателем.
Прототип приобрел Джордж Херст младший, сын газетного магната, для участия в авиагонке из Калифорнии на Гавайи. В августе 1927 года, во время гонки, самолет вместе с экипажем, бесследно исчез в водах Тихого океана. В следующем году самолет совершил несколько арктических перелетов и победил в ряде американских воздушных гонок. Репутация была восстановлена и фирма получила заказ на 26 экземпляров.

## Эксплуатация
В октябре 1928 года Lockheed Vega стал эксплуатироваться на линиях. Основными покупателями первых самолетов были фирмы специализирующиеся на служебных перевозках. Первой авиакомпанией, использующей "Вегу" была International Airlines из Северной Дакоты. Хотя эти самолеты уступали по вместимости, но благодаря высокой скорости они могли за тоже время выполнить большее количество рейсов, что делало эксплуатацию самолетов коммерчески прибыльной.
Учитывая потребности авиакомпаний фирма "Локхид" выпустила шестиместный вариант самолета - Vega 5. На эту модификацию установили более мощный двигатель  Pratt & Whitney Wasp, что позволило достичь крейсерской скорости 266 км/ч и увеличить грузоподъемность самолета. Vega 5 имела несколько модификаций с улучшенной аэродинамикой. В одном из рейсов была достигнута рекордная для самолетов с неубираемым шасси скорость 290 км/ч.
В 1930-х годах Vega 5 был основным скоростным авиалайнером нескольких американских авиакомпаний (Braniff Airways, Varney Speed Lines), которые в 1937 году объединились в крупнейшую авиатранспортную компанию Continental Airlines. Самолеты выполняли полеты на внутренних линиях США.
Самолет успешно эксплуатировался в Мексике и Перу. В Мексике авиакомпания "Hermanos Sarbia Company" выполняла регулярные рейсы в районы, где сухопутные коммуникации были развиты слабо. Самолеты перевозили пассажиров и различные грузы. В Перу авиакомпания "Aerovias Peruanos" с 1930 года эксплуатировала самолеты на внутренних авиалиниях
Среди самолетов того времени Lockheed Vega имел наилучшую аэродинамическую конструкцию, что позволило в 1930-1932 годах совершить множество рекордных перелетов. На самолете Vega 5B в 1932 году был осуществлен кругосветный перелет из Нью-Йорка через Канаду, Европу, СССР и Аляску за 7 суток 18 часов и 49 минут. На этом же самолете был испытан высотный скафандр на высоте почти 11000 м. В мае 1932 года женщина пилот Амалия Эрхард в одиночку совершила трансатлантический перелет из Ньюфаундленда в Северную Ирландию за 14 часов 52 минуты.

## Конструкция
Lockheed Vega - одномоторный цельнодеревянный моноплан с высокорасположенном крылом классической схемы с неубираемым шасси.
Фюзеляж - полумонокок круглого сечения. Фюзеляж состоял из двух фанерных половинок, сформованных в бетонной прессформе, и склеенных под давлением. Каркас деревянный. Обшивка многослойная клеенная фанера. В передней части фюзеляжа располагался моторный отсек с двигателем, за ним закрытая кабина для одного пилота и далее пассажирский салон на 4-6 человек.
Крыло - цельнодеревянное свободнонесущее высокорасположенное. Обшивка гладкая из клеёной многослойной фанеры.
Хвостовое оперение - классической схемы однокилевое.
Шасси - неубираемое двуопорное с хвостовым колесом. На каждой стойке по одному колесу. На самолетах последних модификаций колеса закрывались обтекателями.
Силовая установка - поршневой однорядный звездообразный 9-цилиндровый двигатель воздушного охлаждения Pratt & Whitney R-1340 Wasp мощностью 450 л.с. Двигатель устанавливался на мотораму в носовой части фюзеляжа и закрывался капотом. Воздушный винт двухлопастный. В зависимости от модификации самолета устанавливались различные двигатели.

## Варианты

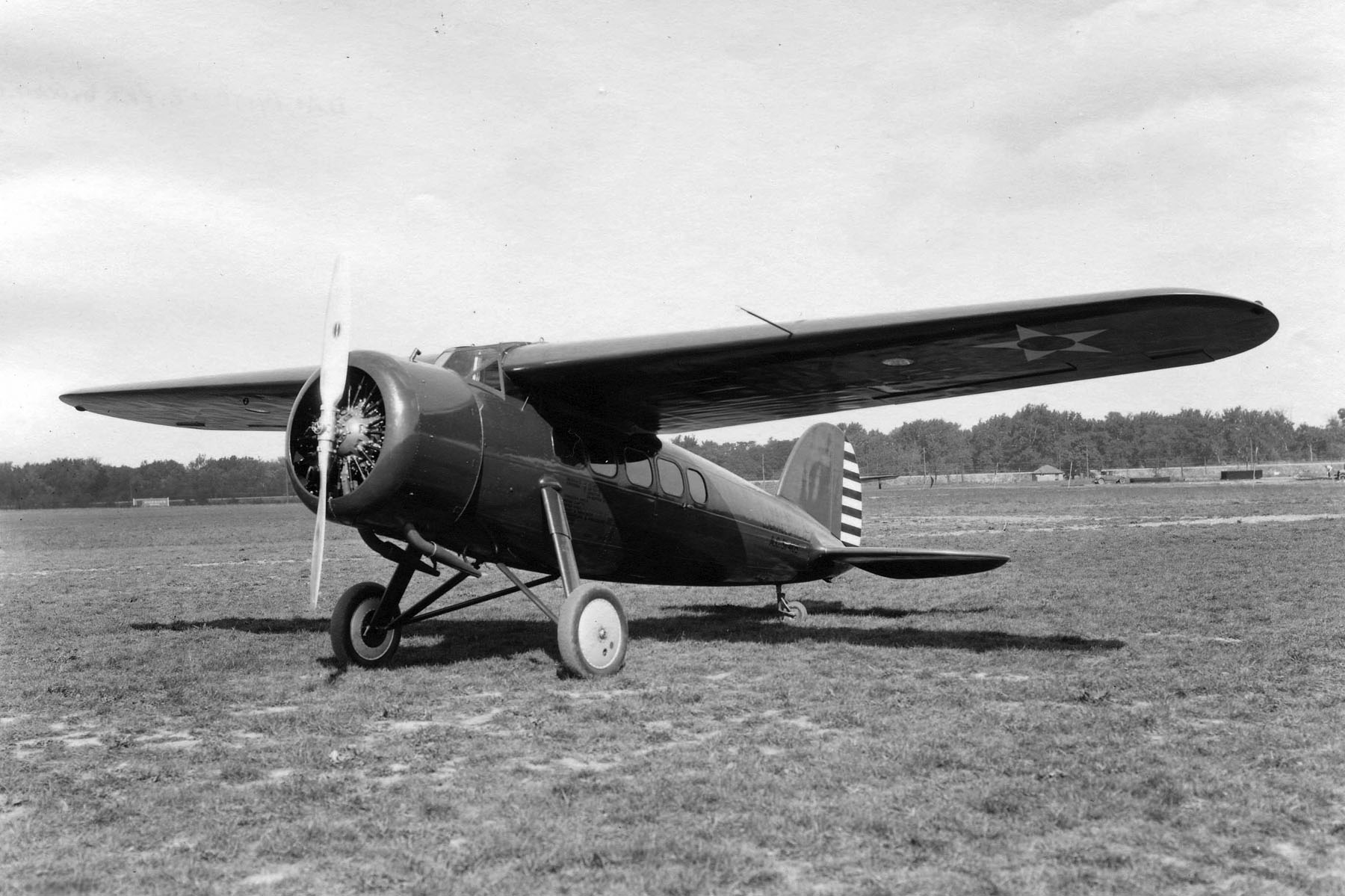
Y1C-12 ВВС США

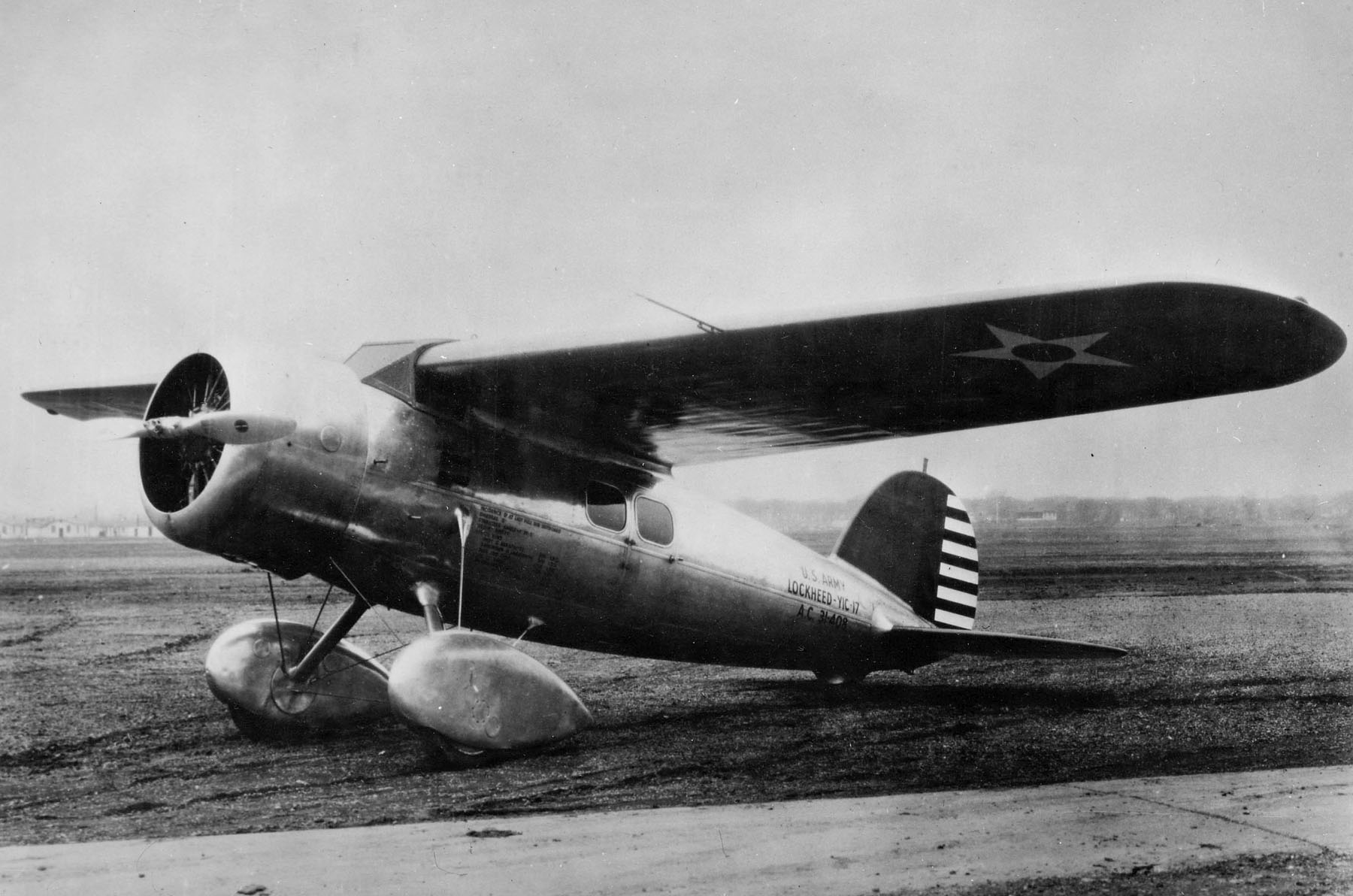
Y1C-17

- Y1C-17Vega 1 — первый серийный вариант; оснащался двигателями Wright J-5, J-5A, J-5AB, J-5B или J-5C Whirlwind мощностью 225 л. с.;
- Vega 2 — серийный вариант с двигателем Wright J-6 мощностью 300 л. с.;
- Vega 2A — переобозначение одного из самолётов Vega 2 для полетов с большим полётным весом;
- Vega 2D — переобозначение двух самолётов Vega 1 и одного Vega 2 после установки двигателя Wasp Junior мощностью 300 л. с.;
- Vega 5 — основной серийный вариант (построено 35 машин); оснащался двигателями Pratt & Whitney Wasp А мощностью 410 л. с., Wasp В мощностью 450 л. с. или Wasp C1 мощностью 420 л. с. В основном выпускался с обтекателем NACA с низким лобовым сопротивлением;
- Vega 5A — административный аналог самолёта Vega 5;
- Vega 5B — аналог варианта Vega 5, но имел 7 мест и больший полетный вес;
- Vega 5C — аналог самолёта Vega 5, но с изменённым хвостовым оперением и большим полетным весом;
- DL-1 — вариант самолёта Vega 5C с фюзеляжем из легких сплавов; выпускался, когда право собственности имела компания Detroit Aircraft Corporation;
- DL-1B — аналог DL-1 — транспортный самолёт на шесть пассажирских мест;
- DL-1 Special — один самолёт, экспортированный в Великобританию для установления рекордов и участия в гонках;

- Y1C-12 — обозначение одного самолёта DL-1, приобретенного для оценочных испытаний Авиационным корпусом армии США;

- Y1C-17 — обозначение одного самолёта DL-1B, приобретенного Авиационным корпусом армии США для высокоскоростных полетов и установления рекордов;

- UC-101 — обозначение, данное в ВВС США одному самолёту Vega 5C, реквизированному для службы в 1942 году.

## Лётно-технические характеристики (Vega 5C)

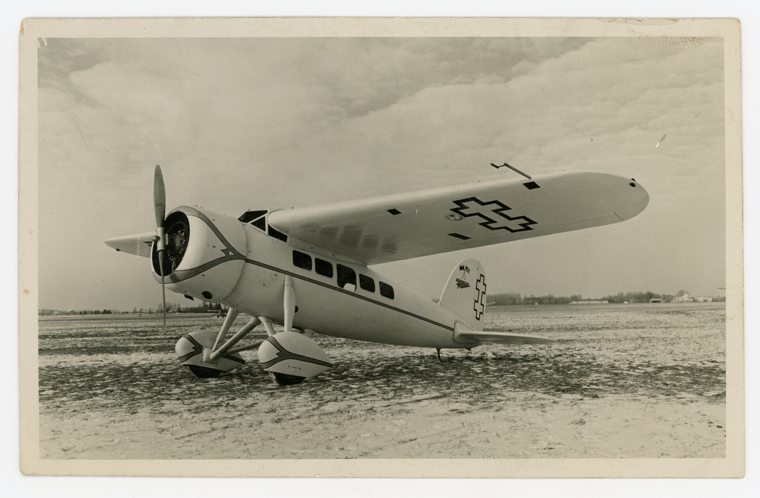
Lockheed 5C Vega ВВС Литвы, 1935-1940 г.

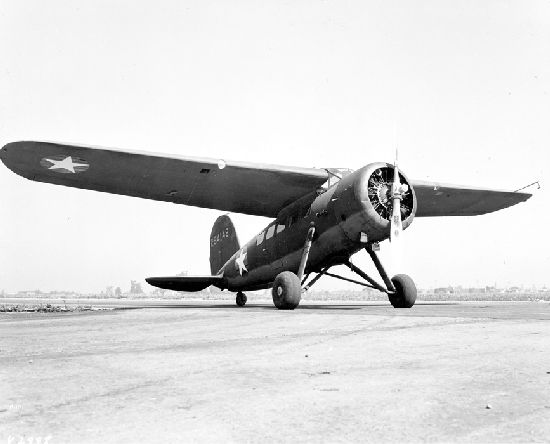
UC-101

Источник данных: «Уголок неба»

Технические характеристики
- Экипаж: 1 чел.
- Пассажировместимость: 6 чел.
- Длина: 8,38 м
- Размах крыла: 12,49 м
- Высота: 3,73 м
- Площадь крыла: 25,55 м²
- Масса пустого: 1237 кг
- Нормальная взлётная масса: 2146 кг
- Силовая установка: 1 × ПД Pratt & Whitney R-985-13 Wasp Junior
- Мощность двигателей: 1 × 450 л. с.

Лётные характеристики
- Максимальная скорость: 312 км/ч
- Крейсерская скорость: 292 км/ч
- Практическая дальность: 880 км
- Практический потолок: 5490 м